# Монтескје
Монтескје, пуним именом Шарл Луј де Секонда, барон од Бреда и Монтескјеа (фр. Charles-Louis de Secondat, baron de La Brède et de Montesquieu; 18. јануар 1689 — 10. фебруар 1755) је био француски филозоф, писац, моралиста, политички теоретичар и претеча социологије из доба просветитељства.
Монтескје је, заједно са другим филозофима попут Џона Лока, створио политички и социолошку теорију на којој се заснивају савремена друштва. Значајни су његови радови који разлажу државне функције (принцип поделе власти). У својим делима писао је о два модела политичких слобода: „ограничену слободу“ оличену у монархистичком режиму, и „екстремну слободу“ оличену у политичком систему Енглеске.
Сарађивао је на писању Енциклопедије. Његова најпознатија дела су сатирични роман „Писма из Персије“ (Lettres persanes) из 1721. године, и дело „О духу закона“ (De l'Esprit des Lois) из 1748. године којим је формулисао теоријске принципе уставне монархије.

## Биографија
Монтескје је рођен у Шатоу де ла Бред у југозападној Француској, 25 km (16 mi) јужно од Бордоа. Његов отац, Жак де Секондат (1654–1713), био је војник дугог племићког порекла, укључујући порекло од Ричарда де ла Пола, јоркисте који је полагао право на енглеску круну. Његова мајка, Марија Франсоаз де Песнел (1665–1696), која је умрла када је Шарл имао седам година, била је наследница која је породици Секондат донела титулу баронесе Ла Бред. Његова породица је била хугенотског порекла. Након смрти његове мајке, он је послат на католички колеџ Жили, истакнуту школу за децу француског племства, где је остао од 1700. до 1711. године. Његов отац је умро 1713. године и постао је штићеник свог стрица, барона де Монтескјеа. Постао је саветник Бордоског парламента 1714. Показао је склоност протестантизму и 1715. се оженио протестанткињом Жаном де Лартиг, с којом је имао троје деце. Барон је умро 1716. године, остављајући му своје богатство, као и титулу, и функцију главног магистрата у Парламенту Бордоа, функцију коју ће држати дванаест година.
Монтескје се повукао из адвокатуре да би се посветио учењу и писању. Постигао је књижевни успех објављивањем својих Персијских писама из 1721. (фр. Lettres persanes), сатире која представља друштво виђено очима двојице персијских посетилаца у Паризу, вешто критикујући апсурде савременог француског друштва. Дело је одмах постало класик и према томе је одмах постало пиратско. Године 1722, отишао је у Париз и ушао у дворске кругове уз помоћ војводе од Бервика кога је познавао када је Бервик био војни гувернер у Бордоу. Упознао се и са енглеским политичарем виконтом Болингброком, чији су политички ставови касније уграђени у Монтескјеову анализу енглеског устава. Међутим, он није успео да стекне чланство у Француској академији због техничких разлога што не живи у Паризу, а 1726. је продао своју канцеларију због огорчености што су они који су били интелектуално инфериорни напредовали више од њега на двору, за што је добио богатство, чиме се поново обновила његова ослабљена имовина. На крају је направио неке уступке, укључујући успостављање резиденције у Паризу, те је примљен у Академију у јануару 1728.
У априлу 1728, са Бервиковим нећаком лордом Валдегрејвом као његовим сапутником, Монтескје је кренуо на велику турнеју по Европи, током које је водио дневник. Његова путовања обухватала су Аустрију и Мађарску и годину дана у Италији. Он је отишао у Енглеску крајем октобра 1729, у друштву лорда Честерфилда, где је постао слободни зидар, примљен у Хорн Таверн ложу у Вестминстеру. У Енглеској је остао до пролећа 1731, када се вратио у Ла Бред. Споља се чинило да се скрасио као штитоноша: променио је свој парк на енглески начин, истраживао сопствену генеалогију и потврдио своја властелинска права. Али он је непрекидно радио у својој радној соби, и његова размишљања о географији, законима и обичајима током његових путовања постала су примарни извори за његова главна дела о политичкој филозофији у то време. Затим је објавио Разматрања о узроцима величине Римљана и њиховом опадању (1734), међу своје три најпознатије књиге. Неки научници то сматрају прелазом са персијских писама на његово мајсторско дело Дух закона, које је првобитно анонимно објављено 1748. и које је преведено на енглески 1750. Оно је брзо стекло популарност и дубоко утицало на политичку мисао у Европи и Америци. У Француској је књига наишла на непријатељски пријем од присталица и од противника режима. Католичка црква је забранила Духа, заједно са многим другим Монтескјеовим делима, 1751. године и уврстила то дело у Индекс забрањених књига. Добио је највише похвале од остатка Европе, посебно Британије.
Монтескје је такође био веома цењен у британским колонијама у Северној Америци као шампион слободе. Према једном политикологу, он је био најчешће цитирани ауторитет за владу и политику у колонијалној предреволуционарној Британској Америци, који су амерички оснивачи цитирали више него било који извор осим Библије. Након Америчке револуције, његов рад је остао снажан утицај на многе америчке осниваче, пре свега на Џејмса Медисона из Вирџиније, „оца устава“. Монтескјеова филозофија да „владу треба поставити тако да нико не треба да се плаши другог“ подсетила је Медисона и друге да слободна и стабилна основа за њихову нову националну владу захтева јасно дефинисану и уравнотежену поделу власти.

## Одабрана дела
- Memoirs and discourses at the Academy of Bordeaux (1718–1721): укључујући дискурсе о одјецима, о бубрежним жлездама, о тежини тела, о транспарентности тела и о природној историји, сакупљене са уводима и критичком апаратуром у томовима 8 и 9 у Œuvres complètes, Oxford and Naples, 2003–2006.
- Spicilège (Gleanings, 1715 надаље)
- Lettres persanes (Persian Letters, 1721)
- Le Temple de Gnide (The Temple of Gnidos, прозан поема; 1725)
- Histoire véritable (True History, an "Oriental" tale; c. 1723–c. 1738)
- Considérations sur les causes de la grandeur des Romains et de leur décadence (Considerations on the Causes of the Greatness of the Romans and their Decline, 1734) at Gallica
- Arsace et Isménie (Arsace and Isménie, роман; 1742)
- De l'esprit des lois ((On) The Spirit of Law, 1748) (volume 1 and volume 2 from Gallica)
- Défense de "L'Esprit des lois" (Defense of "The Spirit of Law", 1750)
- Essai sur le goût (Essay on Taste, published posthumously in 1757)
- Mes Pensées (My Thoughts, 1720–1755)

Критичко издање Монтескјеових дела објављује Монтескјеово друштво. Планирано је да укупно буде 22 тома, од којих су (од фебруара 2022.) сви осим пет изашли.